# Аннона гладка
Аннона гладка або алігаторове яблуко (Annona glabra) — тропічне фруктове дерево родини аннонових. Друга його назва пов'язана з тим, що алігатори іноді харчуються його плодами. У літературі зустрічаються і інші назви рослини: алігаторова груша, водяне яблуко, мавпяче яблуко.
Батьківщина аннони гладкої — Флорида і острови Карибського моря. Вона росте в болотистій місцевості, може терпіти солону морську воду, але не виносить сухого ґрунту.
Дерева зростають до 10-12 м у висоту. Вони мають товсті сірі стовбури і іноді ростуть на подвійних підошвах. Листя овально-довгасте з гострим наконечником, 8-15 см завдовжки і 4-6 см завширшки.
Плід довгасто-сферичний розміром з яблуко або більше, 7-15 см завдовжки і до 9 см завширшки, спочатку зелений, при повному дозріванні жовтіє. Плоди служать їжею для багатьох тварин. Вони також їстівні для людини і з них може бути виготовлений джем, але по смакових якостях вони поступаються іншим видам їстівних аннон (сметанне яблуко, цукрове яблуко, черімоя, кремове яблуко, ілама, сонкоя).
Аннона гладка може заподіювати шкоду як агресивний бур'ян. Наприклад, в Австралії вона поселяється в лиманах і створює серйозні проблеми для зростання мангрових лісів, перешкоджаючи їх живленню, проростанню і зростанню.